# حاجي إسماعيل إيمان خان (قشلاق الجنوبي)
حاجي إسماعیل إیمان خان (بالفارسية: حاجی اسماعیل ایمان خان) هي منطقة سكنية تقع في إيران في قسم قشلاق الجنوبي الريفي. يقدر عدد سكانها بـ 91 نسمة .